# Stan Freberg
Stan Freberg (ur. 7 sierpnia 1926, zm. 7 kwietnia 2015) – amerykański pisarz, aktor głosowy i lalkarz.

## Filmografia
głosy
- 1944: Królik Bugs i trzy misie jako Misiątko
- 1947: One Meat Brawl jako Świstak Grover / Walter Winchell
- 1949: Bear Feat jako Misiątko
- 1952: Foxy by Proxy jako Pies Myśliwski
- 1999: Stuart Malutki jako Spiker komentujący wyścig
- 2003: Looney Tunes znowu w akcji jako Misiątko

## Wyróżnienia
Posiada swoją gwiazdę na Hollywoodzkiej Alei Gwiazd.